# Справа «Правотроцькістської організації в комсомолі України»
Справа «Правотроцькістської організації в комсомолі України» — одна з політичних справ доби «єжовщини», проведена з метою «чистки» комсомольських кадрів. «Заколот» у Ленінській комуністичній спілці молоді України, за версією працівників НКВС УРСР, нібито очолював 1-й секретар ЦК ЛКСМУ, кандидат у члени оргбюро ЦК КП(б)У С.Усенко. У довідці за підписом в. о. начальника 2-го відділу Управління державної безпеки НКВС УРСР Л.Павличева зазначалося, що «С. І. Усенко є керівним учасником контрреволюційної правотроцькістської організації, під тиском засвідчили заарештовані у вересні 1938 колишній керуючий Укрлегпостачу Наркомлегпрому УРСР С. Г. Кербель, колишній зав. відділом керівних органів ЦК ЛКСМУ З. І. Пипенко, колишній відповідальний секретар Молотовської райради у Києві Б. П. Білий, колишній начальник групи кадрів Наркомлегпрому УРСР І. У. Кузнецов, колишній заступник редактора газети „Комсомолець України“ В. О. Макаренко, колишній директор експериментальних майстерень при „Укрпромраді“ І. І. Аврашко». Стверджувалось, що «Усенко на підставі терористичних настанов, як свідчать про це матеріали слідства, з метою запобігти подальшого розгрому організації поставив питання про необхідність здійснення терористичного акту проти секретаря ЦК КП(б)У тов. Хрущова». На цій довідці стоїть власноручна резолюція М.Хрущова: «Заарештувати. М. С. Хрущов. 18.XI.38 р.» «Правотроцькістська організація в комсомолі України» розглядалася як «філіал» шкідницької організації, що її нібито створив у Москві заарештований 1-й секретар ЦК ВЛКСМ О.Косарєв. На грудневому (1938) пленумі С.Усенко був виведений як «викритий ворог народу» зі складу членів ЦК КП(б)У. На цьому пленумі було також затавровано як «поплічників Усенка» групу комсомольських працівників (Д.Перевертайленко, В.Огненний, М.Кудінова, О.Декуша, К.Шнухов, О.Данилич). Переважну більшість із них було знищено. С.Усенко та інші засуджені за цією справою особи офіційно реабілітовані в серед. 1950-х рр.